# Meioneta transversa
Meioneta transversa är en spindelart som först beskrevs av Banks 1898.  Meioneta transversa ingår i släktet Meioneta och familjen täckvävarspindlar. Inga underarter finns listade i Catalogue of Life.